# Fernsehzentrum Ostankino

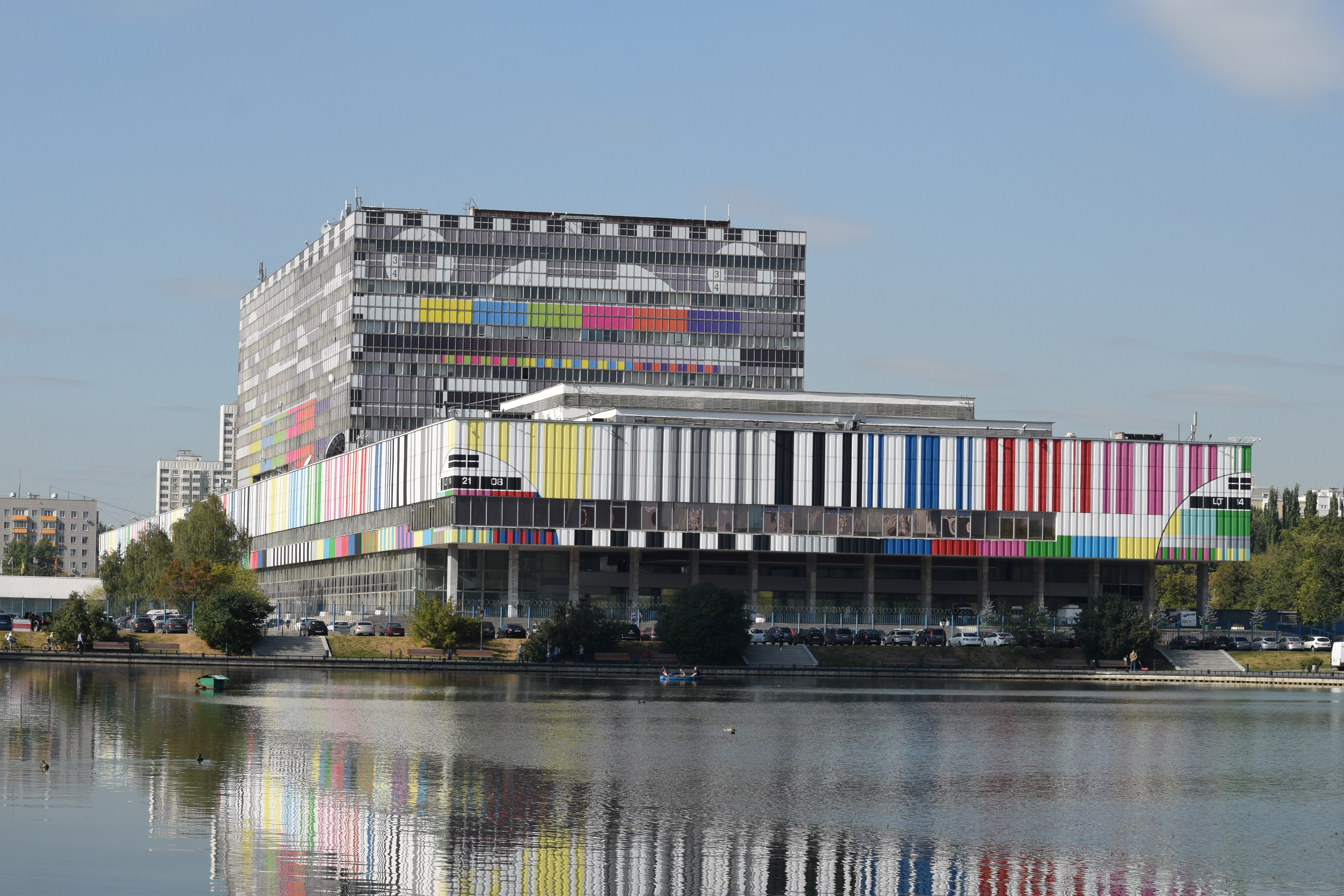
Das Fernsehzentrum Ostankino

Das Fernsehzentrum Ostankino (russ. Телевизионный технический центр Оста́нкино) ist ein Fernsehzentrum in der russischen Hauptstadt Moskau. Es befindet sich in der unmittelbaren Nähe des Fernsehturm Ostankino. Es dient als Fernsehstudio für zahlreiche Fernsehsender und stellt die technische Infrastruktur für Fernsehübertragungen zur Verfügung. Des Weiteren dient es als Hauptsitz des staatlichen Fernsehsenders Perwy kanal.